# Ангвила на Светском првенству у атлетици на отвореном 2019.
Ангвила је на 17. Светском првенству у атлетици на отвореном 2019. одржаном у Дохи од 27. септембра до 6. октобра учествовала седамнаести пут, односно учествовала је на свим првенствима до данас. Репрезентацију Ангвиле представљао је 1 атлетичар који се такмичио у трци на 100 метара. , .
На овом првенству такмичар Ангвила није освојио ниједну медаљу али је оборио лични рекорд.

## Учесници
Мушкарци:
- Сајмон Ријо Морис — Трка на 100 метара

## Резултати

### Мушкарци
| Атлетичар         | Дисциплина | Лични рекорд | Предтакмичење | Предтакмичење | Квалификације        | Квалификације        | Полуфинале           | Полуфинале           | Финале               | Финале       | Детаљи |
| Атлетичар         | Дисциплина | Лични рекорд | Резултат      | Место         | Резултат             | Место                | Резултат             | Место                | Резултат             | Место        | Детаљи |
| ----------------- | ---------- | ------------ | ------------- | ------------- | -------------------- | -------------------- | -------------------- | -------------------- | -------------------- | ------------ | ------ |
| Сајмон Ријо Морис | 100 м      | 11,42        | 11,11 ЛР      | 5. у гр. 1    | Није се квалификовао | Није се квалификовао | Није се квалификовао | Није се квалификовао | Није се квалификовао | 46 / 65 (68) |        |